# Arad Bar
Arad Bar (hebräisch ארד בר; * 29. Januar 2000) ist ein israelisch-portugiesischer Fußballspieler.

## Karriere

### Verein
Zur Saison 2019/20 ging Arad Bar von der U19 von Maccabi Petach Tikwa in die erste Mannschaft über. Er debütierte in der zweiten Liga am 29. August 2019. Zur Folgesaison gelang ihm mit seinem Team der Aufstieg, dem jedoch direkt ein Abstieg folgte. In der Spielzeit 2022/23 trug in manchen Spielen die Kapitänsbinde und stellte mit zwölf erzielten Toren einen persönlichen Rekord auf.
Zur Spielzeit 2023/24 wechselte Bar in die Schweiz zum FC Zürich, kam jedoch lediglich in zwei Partien des Schweizer Cup für die erste Mannschaft zum Einsatz und verbrachte den Rest seiner Zeit bei der U21 in der Promotion League. Während des Wintertransferfensters Ende Januar 2024 verließ er den Klub und schloss sich in der Ukraine LNS Tscherkassy an.

### Nationalmannschaft
Mit der israelischen U19 nahm Bar von August 2018 bis März 2019 an einigen Freundschafts- und Qualifikationsspielen teil. Ab September 2021 wurde er für die U21 eingesetzt und gehörte nach einigen Qualifikations- und Freundschaftsspieleinsätzen zum Kader bei der Europameisterschaft 2023, wo er in zwei Gruppenspielen eingesetzt wurde. Seine Mannschaft kam bis ins Halbfinale, wo man mit 0:3 gegen England unterlag.